# ジョン・グッディヤー
ジョン・グッディヤー（John Goodyer、1592年 - 1664年）は、イギリスの植物学者である。

## 略歴
ハンプシャー州のアルトンに生まれた。ウスターの司教などを務めたトーマス・ビルソンの屋敷で働いた。ドロックスフィールド住んだ後、1625年からビルソンから与えられたピータースフィールドの屋敷に住んだ。
当時のイギリスで最も知られた本草家（ハーバリスト）で、若い頃から植物に強い関心を持っていた。住居の庭に国内の植物や外国の植物を育て研究した。北アメリカ原産の飼料用作物、キクイモのイギリスへの導入に貢献した。ハンプシャーやイギリス各地を希少植物を探して旅し、発見やその観察結果を記録した。
ジョン・パーキンソンやジョン・レイらの、多くの植物学者や園芸家と交流し、その薬用植物に関する、深い知識から、人々から医師だと思われていた。ジョンストン（Thomas Johnstone）とジョン・ジェラードの『本草書または植物の話』（"The Herball or Generall Hiftorie of Plantes"）の改訂版を編集し、1624年頃までに古代ギリシアのテオプラストスの『植物誌』（"Historia Plantarum")の翻訳を行った。1652年から1655年までかけて、ペダニウス・ディオスコリデスの『薬物誌』を翻訳するが、出版者を見つけられず、出版されたのは20世紀になってからである。
ラン科の属名、Goodyera（和名:シュスラン属）は彼に因んで命名された。